# Вятчозеро
Вятчозеро — пресноводное озеро на территории Петровского сельского поселения Кондопожского района Республики Карелии.

## Общие сведения
Площадь озера — 2,7 км². Располагается на высоте 119 метров над уровнем моря.
Котловина ледникового происхождения.
Форма озера лопастная, продолговатая: оно более чем на четыре километра вытянуто с севера на юг. Берега каменисто-песчаные, преимущественно возвышенные.
В озеро впадают пять ручьёв. Из южной оконечности озера вытекает река Вятчель, впадающая в Пялозеро, из которого берёт начало река Нива, впадающая в Сундозеро. Через последнее протекает река Суна.
На озере два острова. Ближе к южной оконечности озера расположен относительно крупный (по масштабам водоёма) остров без названия.
Рыба: плотва, окунь, щука, налим.
Населённые пункты вблизи водоёма отсутствуют.
Код объекта в государственном водном реестре — 01040100211102000018224.